# Schweißtuch von Oviedo

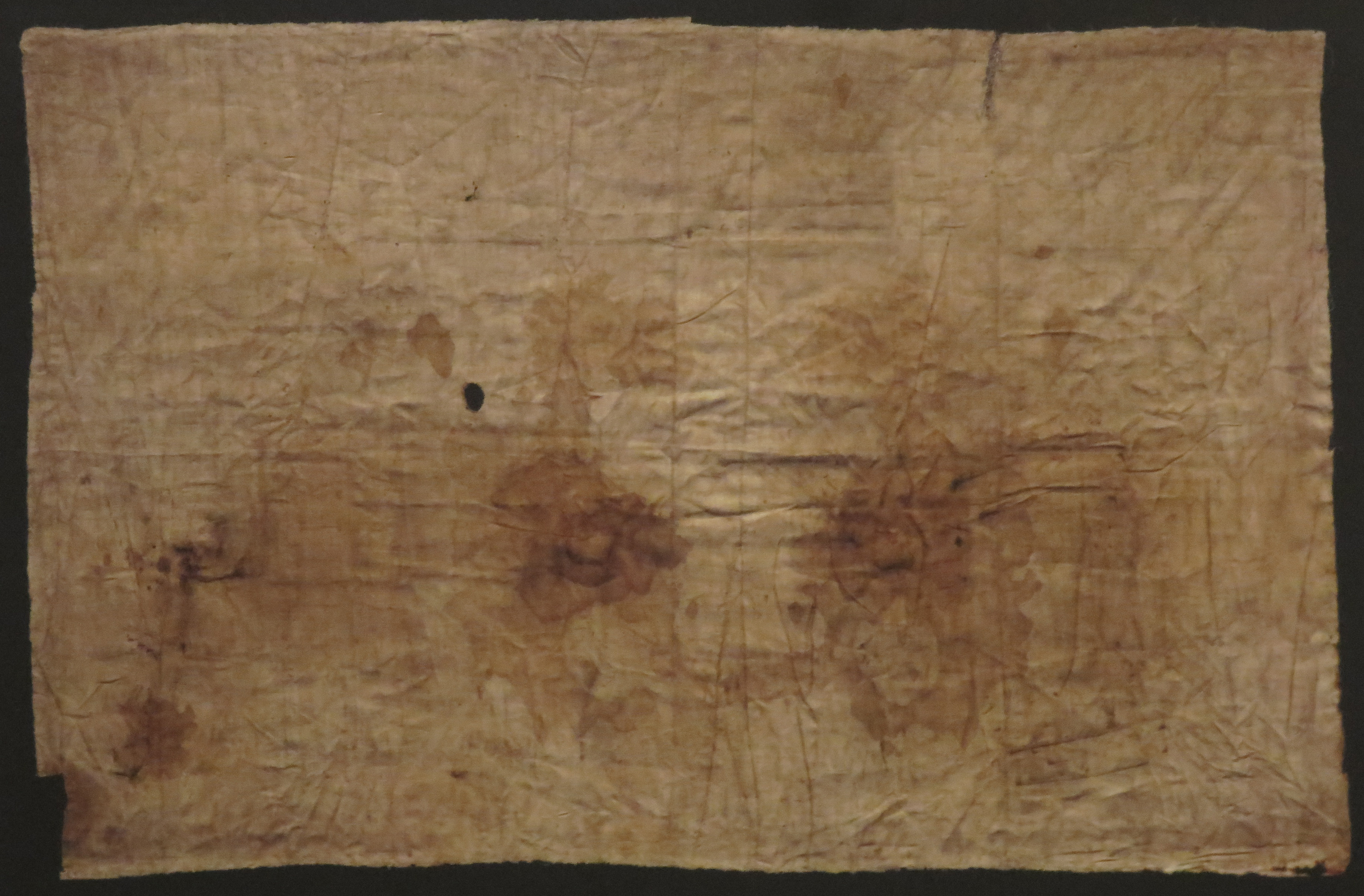
Santo Sudario

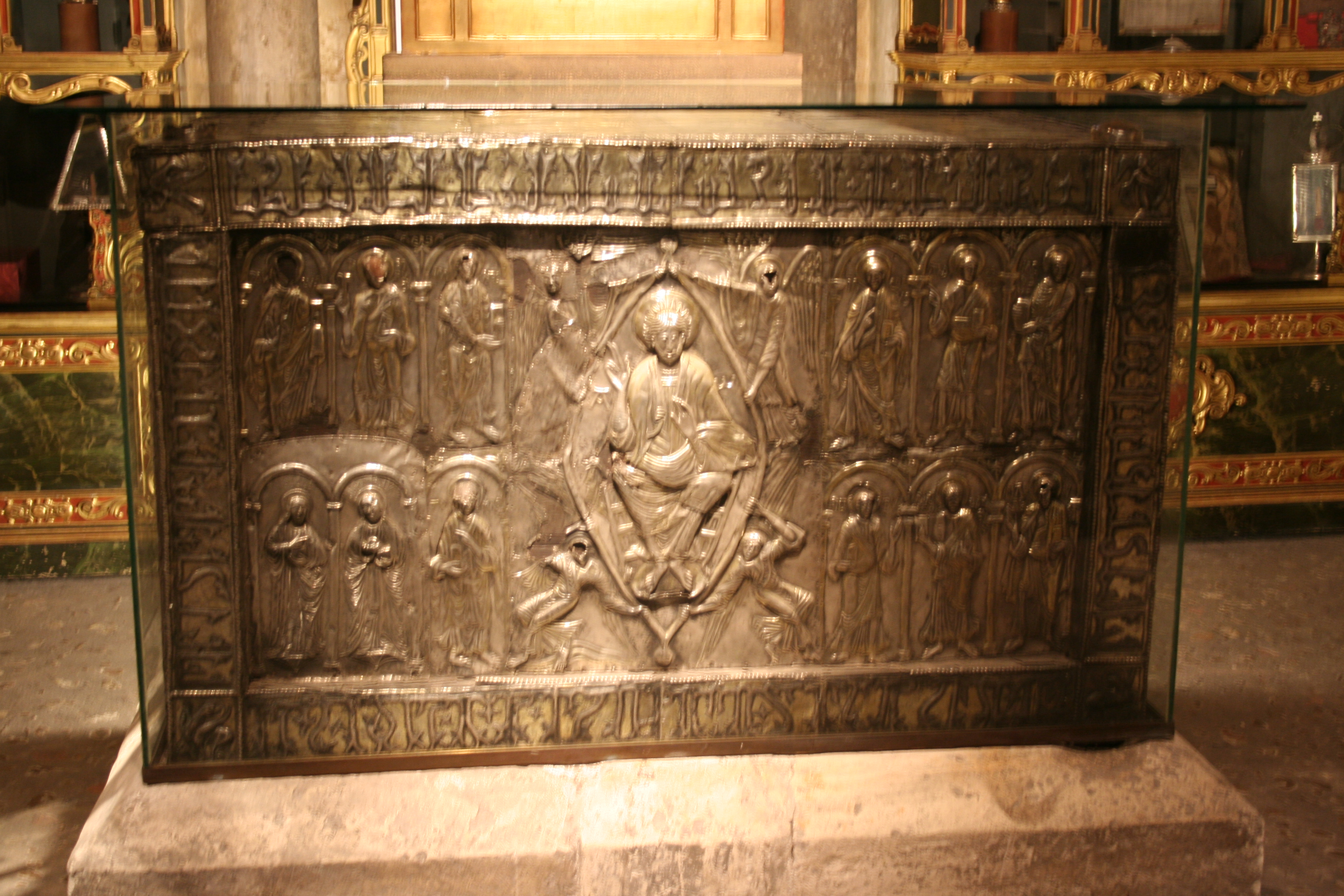
Die Arca Santa, ein Reliquien-Sammelbehälter, in dem auch das Santo Sudario aufbewahrt wird

Das Schweißtuch von Oviedo (spanisch: Santo Sudario – Grabtuch von Oviedo) ist eine Reliquie, die in der Cámara Santa der Kathedrale von Oviedo in Oviedo in Spanien aufbewahrt wird.

## Geschichte
Es existiert kein Nachweis des Santo Sudario vor dem 7. Jahrhundert. Erstmals dokumentiert ist es im Chronicon Regum Legionensium des Bischofs Pelayo († 1153). Diese Quelle aus dem 12. Jahrhundert berichtet, dass das Tuch 614, nach dem Einfall der Perser in Palästina, von dort zunächst nach Alexandria evakuiert, aber schon 616 über Nordafrika nach Spanien gebracht worden sei.
Damit liegen zwischen dem ersten Dokument über das Tuch und dem, über was dort berichtet wird, etwa 500 Jahre und zwischen dem Tod Jesu und dem in dem Bericht wiedergegebenen Zeitraum noch einmal etwa 600 Jahre, eine Zeitspanne von insgesamt 1100 Jahren, in denen das Tuch nicht zeitgenössisch bezeugt ist.
Während des asturischen Bergarbeiterstreiks 1934 wurde die Cámara Santa gesprengt. Auch das Santo Sudario wurde dabei beschädigt.

## Verehrung
Der Tradition nach handelt es sich um ein Tuch, das vor der Bestattung Jesu Christi um den Kopf seiner Leiche gewickelt war. Das Tuch wird dreimal im Jahr in der Kathedrale von Oviedo öffentlich gezeigt: am Karfreitag, am Tag der Kreuzerhöhung (14. September) und am Tag des Apostels Matthäus (21. September).

## Fakten
Es handelt sich um ein stark verschmutztes, zerknittertes und eingerissenes Leinentuch, mit Brand- und Blutspuren, mit den Maßen von etwa 84 × 53 cm. Es wurde als Leichentuch genutzt. Die dunklen Flecken sind symmetrisch angeordnet. Im Gegensatz zum Turiner Grabtuch ist aber kein Bild zu erkennen.
Das Tuch wird in der Cámara Santa der Kathedrale von Oviedo in einem silbernen Schrein verwahrt, der Arca Santa („Heilige Arche“), einem Sammelbehältnis für eine Reihe von Reliquien.
Durch C14-Datierung wurde ermittelt, dass das Tuch aus dem 7. Jahrhundert datiert. Verschmutzungen des Tuches können diese Datierung aber beeinflusst haben, somit kann das Tuch auch älter sein. Für eine Existenz des Tuches zu der Zeit, als Jesus lebte, gibt es aber keinen Anhaltspunkt.
Gerichtsmedizinisch konnten von dem Tuch im Einzelnen nachfolgende Spuren abgelesen werden:
- Das Santo Sudario weist Flecken auf, die durch menschliches Blut der Gruppe AB verursacht wurden.
- Es zeigt keine Anzeichen dafür, dass nach dem 7. Jahrhundert in die Substanz eingegriffen wurde (von Beschädigungen abgesehen).
- Es lag über dem Kopf der Leiche eines erwachsenen Mannes und weist keine Spuren auf, die auf eine vom Normalen abweichende Konstitution des Toten hinweisen.
- Der Mann hatte einen Bart, einen Schnurrbart und lange Haare, die am Nacken zu einem Pferdeschwanz zusammengebunden waren.
- Der Mund des Mannes war geschlossen, seine Nase war zerquetscht und durch den Druck, den das Tuch ausübte, nach rechts geschoben.
- Der Mann war tot. Die Flecken hätten sich so nicht bilden können, hätte er noch geatmet.
- Auf der Unterseite des Hinterkopfes gibt es eine Reihe von Verletzungen, die, als er noch lebte, von einem oder mehreren scharfen Gegenständen verursacht wurden. Die Wunden waren etwa eine Stunde vor dem Zeitpunkt ausgeblutet, als das Tuch darüber gelegt wurde.
- Der gesamte Kopf, die Schultern und zumindest ein Teil des Rückens waren mit Blut bedeckt, bevor sie mit dem Tuch bedeckt wurden. Dies ist bekannt, weil es unmöglich ist, die Flecken im Haar, auf der Stirn und auf dem Kopf mit Blut von einer Leiche zu reproduzieren. Der Mann wurde mit etwas verletzt, was seine Kopfhaut bluten ließ und Wunden an Hals, Schultern und am oberen Teil des Rückens verursachte.
- Der Mann erlitt beim Sterben ein Lungenödem.
- Das Tuch wurde von hinten beginnend über den Kopf gelegt. Von dort wurde es um die linke Kopfseite zur rechten Wange geführt und der verbleibende Stoff über der linken Wange mehrfach gefaltet. Es wurde mit scharfen Gegenständen an den Haaren fixiert.
- Nachdem der Mann gestorben war, blieb die Leiche etwa eine Stunde lang in vertikaler Position, und der rechte Arm wurde angehoben, wobei der Kopf 70 Grad nach vorne und 20 Grad nach rechts gebogen wurde. Die Befunde sind mit einer Kreuzigung kompatibel.
- Der Körper wurde dann, mit dem Gesicht nach unten, auf dem Boden auf die rechte Seite gelegt, mit den Armen in der gleichen Position, und der Kopf wurde noch 20 Grad nach rechts und 115 Grad aus der vertikalen Position gebogen. Die Stirn wurde auf eine harte Oberfläche gelegt, und die Leiche noch etwa eine weitere Stunde in dieser Position belassen.
- Der Körper wurde dann bewegt und die linke Hand eines Dritten versuchte, den Ausfluss aus Nase und Mund einzudämmen, und drückte stark dagegen. Das kann etwa 5 Minuten gedauert haben. Das Tuch lag die ganze Zeit gefaltet daneben. Es wurde dann aufgefaltet, um den Kopf gewickelt, und mit scharfen Gegenständen fixiert. Dadurch konnte ein Teil des Stoffes, kegelförmig gefaltet, über den Rücken fallen. Mit dem so abgedeckten Kopf wurde die Leiche von einer linken Faust hochgehalten. In dieser Position wurde das Tuch dann seitlich über die Fläche geführt. Das Tuch bedeckte nun den gesamten Kopf und die Leiche wurde zum letzten Mal mit dem Gesicht nach unten und auf einer geschlossenen linken Faust liegend bewegt. Aus dieser Bewegung entstand der große dreieckige Fleck, auf dessen Oberfläche die fingerförmigen Flecken zu sehen sind, und auf der Rückseite des Stoffes die Kurve, mit dem Abdruck der Wange. Auch das hat höchstens 5 Minuten gedauert.
- Dann wurde die Leiche mit dem Gesicht nach oben gedreht. Aus unbekannten Gründen wurde das Tuch dann wieder vom Kopf genommen.
- Möglicherweise wurden Myrrhe und Aloe über das Tuch gestreut.

## Verhältnis zum Turiner Grabtuch
Das Santo Sudario und das Turiner Grabtuch weisen unterschiedliche Pollenspektren auf, was mit den sehr unterschiedlichen Wegen der beiden Reliquien nach Europa erklärt wird.
Sowohl das Turiner Grabtuch als auch das Santo Sudario weisen ausschließlich menschliches, männliches Blut der Blutgruppe AB auf.
Beide Gewebe sind Leinentücher, jedoch von unterschiedlicher Webart.